# Maria Luís Albuquerque
Maria Luís Casanova Morgado Días de Albuquerque (Braga, 16 de septiembre de 1967) es una economista, profesora universitaria portuguesa, y actual Comisaria Europea de Servicios Financieros y Unión de Ahorros e Inversiones bajo la Segunda Comisión Von der Leyen. Previamente, desde el 2 de julio de 2013 al 26 de noviembre de 2015, fue ministra de Finanzas del XIX Gobierno Constitucional de Portugal.

## Biografía
Maria Luís Albuquerque vivió entre 1976 y 1982 en Mozambique junto con su padre que era comandante de la Guardia Nacional Republicana y que había ido a trabajar a Barragem de Cabora Bassa.
Está casada con el periodista António de Albuquerque, con el que tiene tres hijos, dos de ellos gemelos. Tras salir del Diário Económico, propiedad del grupo Ongoing, en abril de 2013, fue nombrado consultor en la EDP, empresa cuya privatización fue responsabilidad de su mujer, a principios de julio de ese año.
Se licenció en Economía por la Facultad de Economía de la Universidad Lusíada de Lisboa en 1991 y tiene un máster en Economía Monetaria y Financiera por el Instituto Superior de Economía y Gestión de la Universidad Técnica de Lisboa desde 1997.
Fue técnica superior en la Dirección General del Tesoro y Finanzas entre 1996 y 1999, técnica superior del Gabinete de Estudios y Prospectiva Económica del Ministerio de Economía entre 1999 y 2001, realizó funciones de asesora del secretario de estado del Tesoro y de Finanzas en 2001, fue directora del Departamento de Gestión Financiera de la REFER entre 2001 y 2007 y coordinó el Núcleo de Emisiones y Mercados del Instituto de Gestión de la Tesorería y el Crédito Público (IGCP) entre 2007 y 2011.
En junio de 2010, trabajando de técnica de la Agencia de Gestión de la Tesorería y de la Deuda Pública aprobó un swap de Estradas de Portugal. Más tarde, ya como ministra, aseguró que se mantuvo al margen de este asunto cuando trabajó en el IGCP (entre 2007 y 2011). «Mientras estuve en el IGCP, no tuve ningún contacto con swaps, ni del IGCP ni de ningún tipo», apuntó en una primera audición en la Asamblea de la República, el 25 de junio de 2013.
Fue cabeza de lista en Setúbal por el PSD  en 2011. A partir de ese año, ejerció funciones de secretaria de Estado del Tesoro en el XIX Gobierno Constitucional de Portugal, hasta el 1 de julio de 2013, cuando fue nombrada ministra de Finanzas, en sustitución de Vítor Gaspar.
Fue docente en la Universidad Lusíada de Lisboa, en el Instituto Superior de Economía y Gestión y en la sede de Setúbal de la Universidad Moderna entre 1991 y 2006.
Durante su trabajo como docente en la Universidad Lusíada, fue profesora de Pedro Passos Coelho.